# Caspar Cunradi
Caspar Cunradi, auch: Caspar Cunrad, Casparus Cunradus etc. (* 9. Oktober 1571 in Breslau; † 15. November 1633 ebenda) war ein deutscher Mediziner, Historiker und Lyriker.

## Leben
Cunradi immatrikulierte sich 1591 an der Brandenburgischen Universität Frankfurt, wechselte 1594 an die Universität Wittenberg und danach an die Universität Leipzig, wo er 1595 den akademischen Grad eines Magisters erhielt. Nach seinen Studien kehrte er in seine Heimat zurück und wurde in Breslau zunächst Hauslehrer.
Nachdem er 1601 den Poetenkranz verliehen bekommen hatte, nahm er erneut Studien auf und wurde 1604 an der Universität Basel zum Doktor der Medizin promoviert. Zurück in Breslau ließ er sich als Arzt nieder und übernahm die Stelle des Stadtphysikus von Daniel Bucretius. 1607 heiratete er die Kirchenlieddichterin Christiana Cunradina (1591–1625). Das Paar hatte zehn Kinder. Der älteste Sohn Christian Cunrad (1608–1671) war Arzt und Dichter; der zweitälteste Sohn Johann Henrich Cunrad (1612–1685) war schlesischer Jurist und Historiker.
Als Stadtphysikus von Breslau starb Cunradi 1633 an der in Breslau grassierenden Pest.

## Wirken
Cunradi gehört zu den Vertretern des schlesischen Späthumanismus, der beeinflusst vom Wirken Johann Crato von Krafftheims, den jungen Dichterkreis um Martin Opitz förderte. Aus seinem Nachlass stammen lateinische Gelegenheitsgedichte und poetische Ergänzungen zu Werken von Freunden. So wäre hier das Erstlingswerk von Opitz aus dem Jahre 1616 Strenarum Libellus zu nennen.
Er selbst verfasste auch Ana- und Epigramme, auch Lehrgedichte und Horaz-Paraphrasen, sammelte unermüdlich Gedichte von Freunden, die er teilweise ebenfalls 1616 im Pratum evangelicum herausgab. Darin wird in lateinischen Gedichten und deutschen Versen, von 15 Dichtern auf die Evangelien, die Sonn- und Festtage, die das Kirchenjahr zu bieten hat, eingegangen.
Dem schließt sich eine Sammlung von Gedichten 1000 Gelehrter an, die er im Theatrum Symbolicum von 1606 bis 1631 veröffentlichte. Als seine herausragende Arbeit wird sein Literaturkalender „Prosopographia melica“ angesehen, der in 3 Teilen von 1615 bis 1631 erschienen ist. Darin führt er 3000 Distichen auf Gelehrte und andere Persönlichkeiten mit Geburts- und Todesdatum sowie Beruf auf.

## Werke
- Quinta (Septima, Octava) Anagrammatismorum decas. Lignitz 1600–05
- Anagrammatismorum centuria. Oels 1606
- Delitiae poetarum Germanorum. herausgegeben von Janus Gruter, Frankfurt/Main 1612
- Ara Chritiana. 1616
- Ara manalis Christianae Tilesiae Conjugi meritissimae posita. Oels 1626
- Strena natalitia. Oels 1631